# 熊坂荘
熊坂荘（くまさかのしょう）は、加賀国江沼郡（現在の石川県加賀市熊坂町付近）にあった荘園。

## 概要
成立時期は不明であるが、平安時代後期（12世紀前期）にはその存在が確認できる。安元年間には八条院が本所となり、平頼盛が領家に任ぜられていた。このため、平家没官領とされたが、頼盛が源頼朝に助命されたために間もなく返還されている。だが、この経緯から同領家職は鎌倉幕府が影響を持つ関東御領としての性格を持つようになる。本家職は八条院が宜秋門院（九条任子）に譲って以降、彼女の実家である九条家に継承され、建長2年（1250年）に作成された九条道家惣処分状（九条家と一条家の所領配分を定めたことで知られている）にて九条家領とされていたものの、乾元元年（1302年）に後宇多上皇に譲られて王家領に復帰した。一方、この間に領家職のみならず地頭職も関東進止となり、文永10年（1273年）には地頭と預所の間で下地中分が実施され、次いで弘安3年（1280年）に鎌倉幕府執権北条時宗が、九条道家ゆかりの東福寺に領家職を与えられている。南北朝時代以降は、本家は王家、領家は東福寺、地頭は室町幕府奉公衆の千秋氏、下司に得長寿院や菅生社などがいたことが知られている。だが、戦国時代に一向一揆が台頭すると、不知行状態に陥り、天文9年（1540年）に突如東福寺より本願寺に対して領家職売却の申し出が出されて、法主証如を困惑させた（『天文日記』）のを最後に姿を消す。